# إليزابيث كيندال
إليزابيث كيندال مستعربة وأكاديمية ومعلّقة بريطانية، تراوحت دراستها من آداب الشرق الأوسط إلى جهاد المتطرف.  اشتهرت بعملها حول كيفية استغلال المتطرفين الإسلاميين للثقافات والتقاليد العربية. 

## السيرة الذاتية
التحقت بمدرسة بيكونزفيلد الثانوية قبل أن تتلقى الدراسات الشرقية في جامعة أكسفورد حيث حصلت على شهادة بتقدير امتياز  ومنحت جائزة شاخت التذكارية. تمكنت من الحصول على أول وظيفة لها كمحاضرة في كلية بيمبروك، أكسفورد . فازت بمنحة كينيدي لمتابعة أبحاث الدكتوراه في جامعة هارفارد. 
وقد شغلت من عام 2000 إلى عام 2010، مناصب في كلية سانت أنتوني، أكسفورد ثم في جامعة ادنبره، حيث عُينت مديرة لمركز الدراسات المتقدمة في العالم العربي (CASAW). ومنذ عام 2010، أصبحت زميلة باحثة أولى في الدراسات العربية والإسلامية في كلية بيمبروك، جامعة أكسفورد. وهي تقضي وقتا طويلا في هذا المجال، وخاصة في اليمن.
تُحرر كيندال سلسلة " مفردات شرق أوسطية أساسية"، والتي ألفت لها أيضا ثلاثة مجلدات: اللغة العربية للدبلوماسية، واللغة العربية للاستخبارات، واللغة العربية للإعلام. تظهر كيندال بصفة متكررة في التلفزيون والإذاعة ووسائل الإعلام المطبوعة الدولية. وقد دُعيت لتقديم أبحاثها إلى الحكومات والقطاعات العسكرية والاستخباراتية في جميع أنحاء العالم.
في 7 مارس 2022 أعلن أنها ستصبح مديرة كلية جيرتون، كامبريدج إعتباراً من 1 أكتوبر 2022.

## المنشورات
- دبلوماسية عربية ، تم تأليفه بالاشتراك مع يحيى محمد ، مطبعة جامعة إدنبرة ، 2020
- استعادة التقاليد الإسلامية: التفسيرات الحديثة للتراث الكلاسيكي ، مجموعة مقالات شارك في تحريرها أحمد خان ، مطبعة جامعة إدنبرة ، 2016.
- جهاد القرن الحادي والعشرين: القانون والمجتمع والعمل العسكري (سلسلة: مكتبة الدين الحديث) ، مجموعة مقالات شارك في تحريرها إيوان شتاين ، آي بي توريس ، 2015.
- الأدب والصحافة والطليعية: التقاطع في مصر (سلسلة: دراسات روتليدج في آداب الشرق الأوسط) ، روتليدج ، 2006.